# Цукаса, Осаму
Осаму Цукаса (яп. 司 修 Цукаса Осаму, род. 25 июня 1935 года) — японский писатель, художник и иллюстратор.
Родился в городе Маэбаси, префектура Гумма. Окончил школу в 1950 году. В 1953 году начал заниматься живописью, работал в качестве ассистента режиссёра на киностудии. С 1999 года преподаёт на факультете межкультурной коммуникации токийского университета Хосэй (яп. 法政大学), с 2005 года является почётным профессором университета. Литературные награды: премия Кавабаты (1993) за произведение «Собака, или о тени (часть первая)» (「犬（影について、その一）」); премия Майнити (2007) за «Бронзовое Средиземное море» (「ブロンズの地中海」); в 1988 году выдвигался на премию Аутагавы. На русский язык не переводился. Как художник широко известен своей книжной графикой к произведениям Кэндзабуро Оэ, «Вариациям на тему любви и секса» Синъитиро Накамуры, «Сказке Гауклера» Михаэля Энде, а также вдохновлённой фантастикой живописью.